# Rugólábú Jack

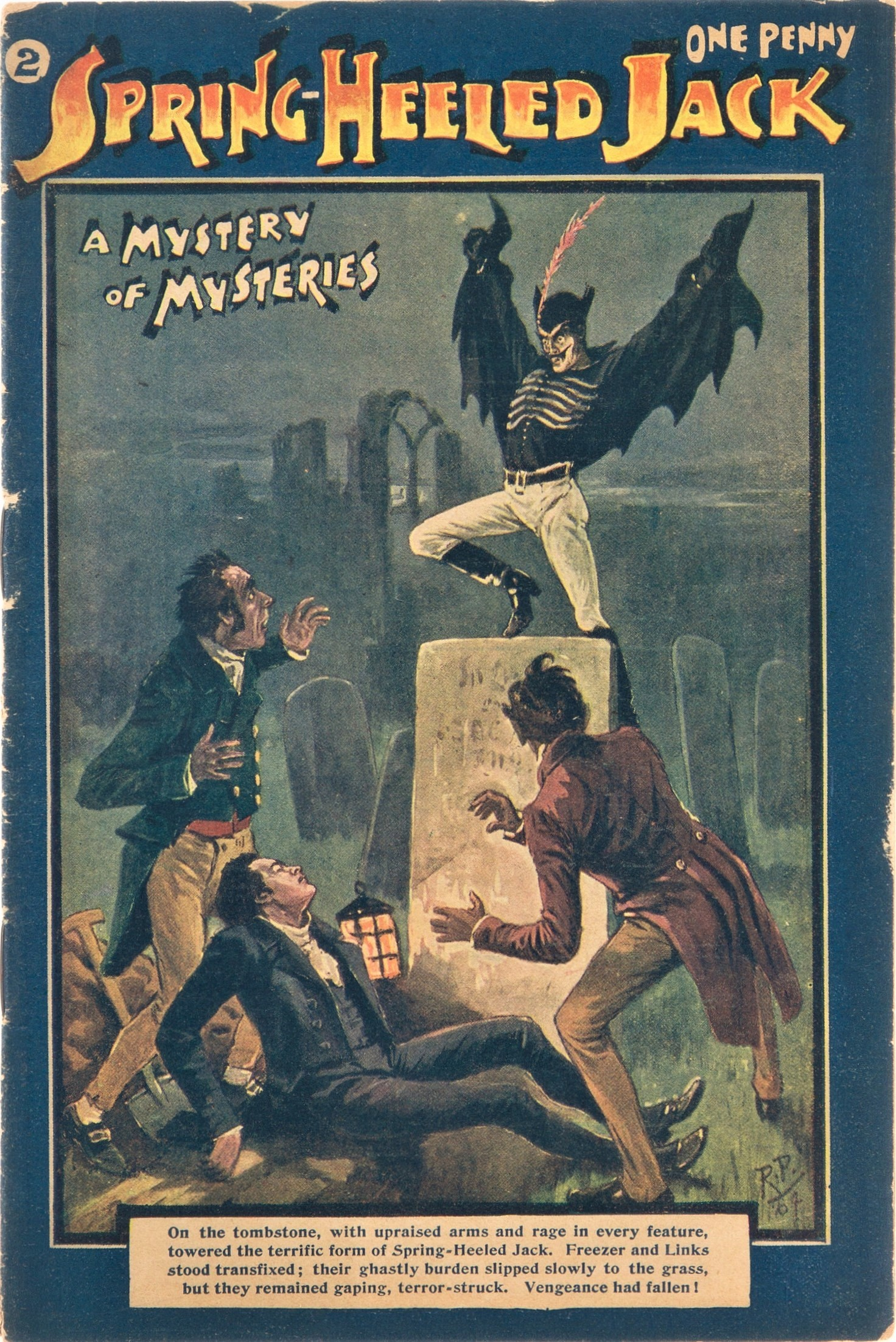
Rugóláb Jack (1890-es évek tájáról származó illusztráció)

Rugólábú Jack vagy Rugóláb Jack (Spring-heeled Jack) az angol folklór egy alakja, különös lény, aki állítólag Angliában létezett a viktoriánus korban. Az első feljegyzett beszámoló 1837-ből származik, de később Anglia-szerte történtek észlelések Londontól Sheffielden át Liverpoolig. Bár néhány megerősítetlen jelentés szerint máig aktív lehet, az általános vélemény szerint végleg eltűnt az utolsó, 1904-ben feljegyzett esetet követően. Számos elmélet próbálta tisztázni a természetét vagy kilétét, de egyik sem járt sikerrel, és a jelenség továbbra is megmagyarázatlan maradt.
Rugóláb Jack a tanúk leírása alapján ördögszerű, izzó szemű, karmos kezű, fekete köpenyes lény. Állítólag hihetetlen ugrásokra volt képes (innen a név); legalább két tanúvallomás alátámasztja, hogy érthetően beszélt angolul – de szokatlanul mély hangon.
A Jackről szóló városi legenda széles körű ismertségre tett szert a maga idejében és számos irodalmi alkotás és tudományos találgatás témája lett.

## Jelentések
Az első pletykák egy különös ugráló férfiról már 1817 táján közszájon forogtak, de az első hivatalos jelentés időpontja 1837 szeptembere. Egy londoni üzletember késő este hazatérőben tanúja volt, ahogy egy titokzatos figura könnyűszerrel átugrott a temető magas kerítésén és éppen előtte ért földet. Támadás nem történt, de a férfi leírása zavarbaejtő volt: izmos férfiember ördögszerű vonásokkal, úgymint hosszú, hegyes orr és fülek, kiugró, világító szemek.
Nem sokkal később ugyanez a figura egy csapat járókelő elé ugrott és rátámadt az egyik nőre, aki a többiekkel együtt mégis el tudott menekülni, miután elszakította a kabátját. Egyikük viszont, egy Polly Adams nevű felszolgálónő megbotlott és elesett; a rendőrség később ugyanott talált rá. Állítása szerint a támadó letépte a felső blúzát, és miután megragadta a meztelen mellét, mély sebet ejtett a hasán a karmával, eszméletlen és vérző állapotban, de életben hagyva őt.
1837 októberében, Mary Stevens, foglalkozását nézve cseléd, visszatérőben volt munkaadója otthonához a Lavender Hillen. Miközben átvágott a Pottery úton – amit a helyiek csak „torokmetsző út”-nak csúfoltak –, Rugóláb Jack egy sikátorból elépattant, szorosan átölelte karjaival, arcon csókolta, és kezével a blúza alá nyúlt. Amikor Mary sikított, Jack elfutott a színhelyről. A lakosság hamar összecsődült a sikoltásra, de nem lelték nyomát a különös idegennek. Másnap Mary Stevens otthonához nagyon közel ismét lecsapott: egy mozgó hintó elé ugrott. A hajtó annyira megijedt, hogy elvesztette az uralmat a hintó felett és balesetet szenvedett. A tanúk a helyszínen azt állították, hogy Rugóláb Jack elszökött, és könnyedén átugrott egy 9 láb magas fal fölött.
Röviddel a kocsiincidens után Jack leszólított egy nőt a Clapham Chapel közelében. Ebben a különös incidensben bizonyítékot hagyott maga után. A nyomozók két, 3 hüvelyk mélyen a talajba nyomódó lábnyomot találtak. A nyomatok mélységéből úgy tűnt, hogy valamifajta rugós szerkezet lehet a cipőkben.
1838. február 19-ének éjjelén Jane Alsop egy magát rendőrnek kiadó személynek nyitott ajtót, aki azt mondta neki, hogy "Hozzon valamit, amivel világítani lehet! Az imént kaptuk el Rugólábú Jacket a sikátorban!" A nő gyertyával a kezében ment ki, ám a férfi ekkor rátámadt. Az egyik nővére mentette meg, ám a támadó ekkor hirtelen elillant. Alsop kisasszony a rendőrségen a következő személyleírást adta támadójáról: kékesfehér lángnyelveket okádott a szájából, miközben szemei vörös tűzgolyókként izzottak. Fején sisak volt és testéhez simuló ruhát hordott.
Az 1870-es években is többször látni vélték, 1904-ben pedig Liverpoolban látták ugrálni a háztetőkön, de nem tudták sarokba szorítani, mert felszívódott.

## Megjegyzés
Egy rugós készüléket a háború alatt teszteltek a németek és 85%-os kudarcaránnyal végződött (az emberek eltörték a bokájukat).

## Kiegészítő információforrások
- Spring-Heeled Jack (az Oxford Dictionary of National Biography cikkének kivonata). Scotsman.com Living, 2006. október 7. (Hozzáférés: 2009. szeptember 25.)
- Chris Upton. Spring-Heeled Jack, BBC - Legacies - Myths and Legends - England - Black Country - Spring-Heeled Jack - Article, Local legends. Hozzáférés ideje: 2009. szeptember 25.